# Château d'Aumelas
Le château d'Aumelas est une forteresse féodale classée au titre des monuments historiques. Cité dès avant 1034, cet ensemble se situe à Aumelas, près de Montpellier, dans le département de l'Hérault.

## Historique

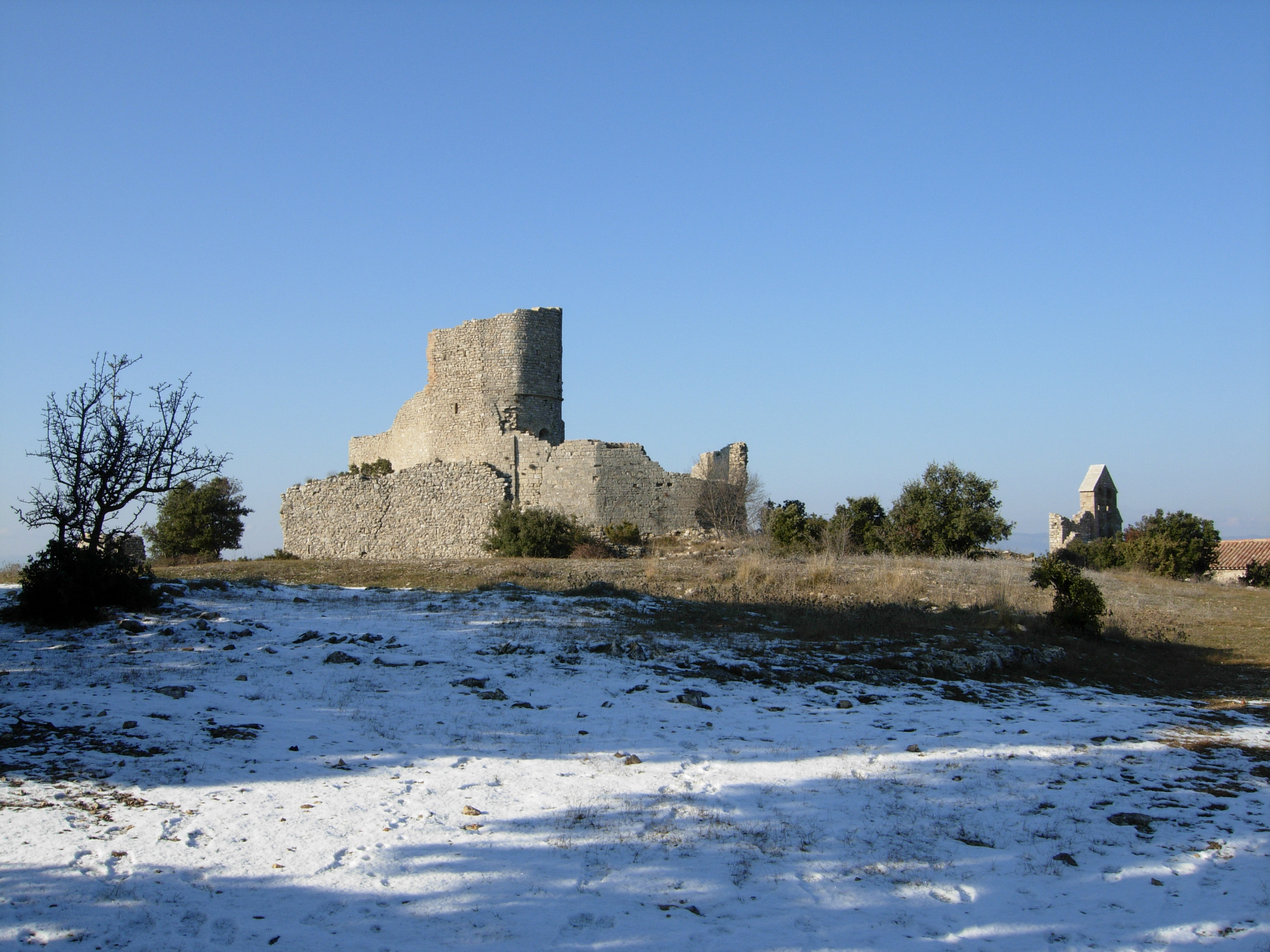
Château d'Aumelas dans l'Hérault.

Les terres de la seigneurie d'Aumelas semblent avoir été rattachées au domaine de l'abbaye d'Aniane aux VIIIe et IXe siècles. L'abbaye et ses terres passent aux mains des vicomtes de Béziers au Xe siècle. Cependant, le castellum d'Aumelas n'est cité qu'à partir 1036. 
Guilhem V de Montpellier acquiert la seigneurie vers 1114 et prend le titre de Seigneur de Montpellier et d'Aumelas. À sa mort, il lègue le château et les terres d'Aumelas (en détachement du fief de la Seigneurie de Montpellier, revenant à son fils ainé Guilhem VI de Montpellier) à son fils cadet, Guilhem d'Omelas, qui, marié à Tiburge d'Orange, amène la seigneurie à la famille d'Orange. À la fin du XIIe siècle, Aumelas revient dans les mains des Seigneurs de Montpellier et, en 1204, avec le mariage de Marie de Montpellier et de Pierre II d'Aragon, le fief est intégré au royaume d'Aragon,. Finalement, les seigneuries d'Aumelas et de Montpellier sont rachetées par la couronne de France en 1349.
Le logis et la chapelle Saint-Sauveur ont été probablement construits de la fin du XIe siècle, début XIIe siècle ; L'ancienne église Notre-Dame attenante au château date de la fin du XIIIe siècle, début XIVe siècle,
Au XVIe siècle, le château et les terres sont vendus à divers engagistes (propriétaires privés) et en 1540 le château servira de réserve de matériaux pour la construction d'édifices agricoles. Cependant, le château garde une vocation militaire : une obligation de garder la tour est faite par adjudication en 1573 ainsi que le démantèlement du château en 1622.
Le château devient propriété communale à la révolution Française. Le château et ses abords sont inscrits en 1986 et classés en 1989.

## Protection
Le groupe fortifié avec le donjon et sa chapelle ainsi que les vestiges des constructions annexes (cadastrés A 311 à 313, 317 à 319) fait l’objet d’une inscription au titre des monuments historiques depuis le 19 juin 1986.
Le sol de l'aire incluse dans la double enceinte (cadastré A 312, 313), les ruines du château, l'église Notre-Dame (cadastrés A 311 à 313, 317 à 319) font l’objet d’un classement au titre des monuments historiques depuis le 12 juin 1989.

## Galerie

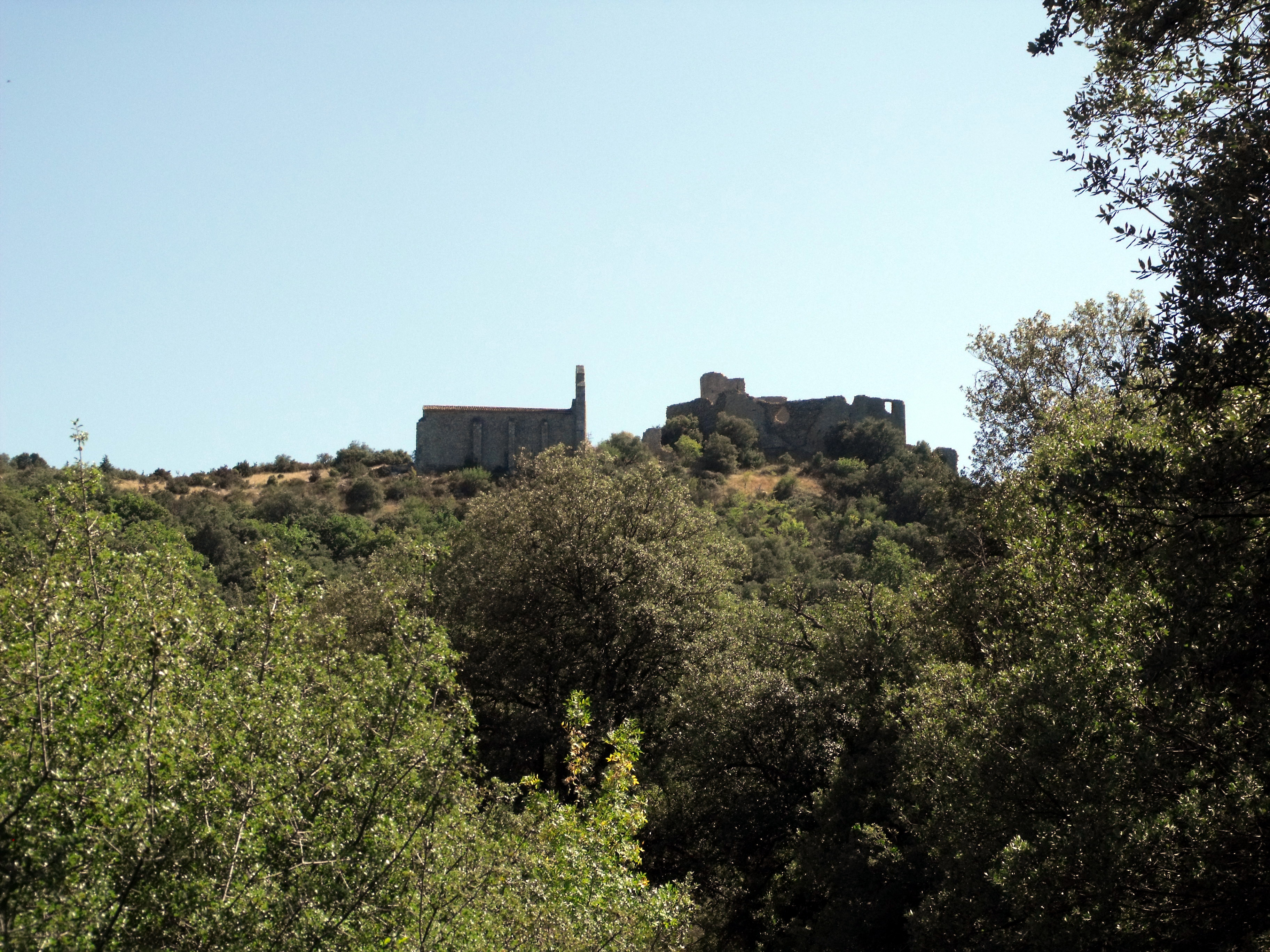
Vue générale.
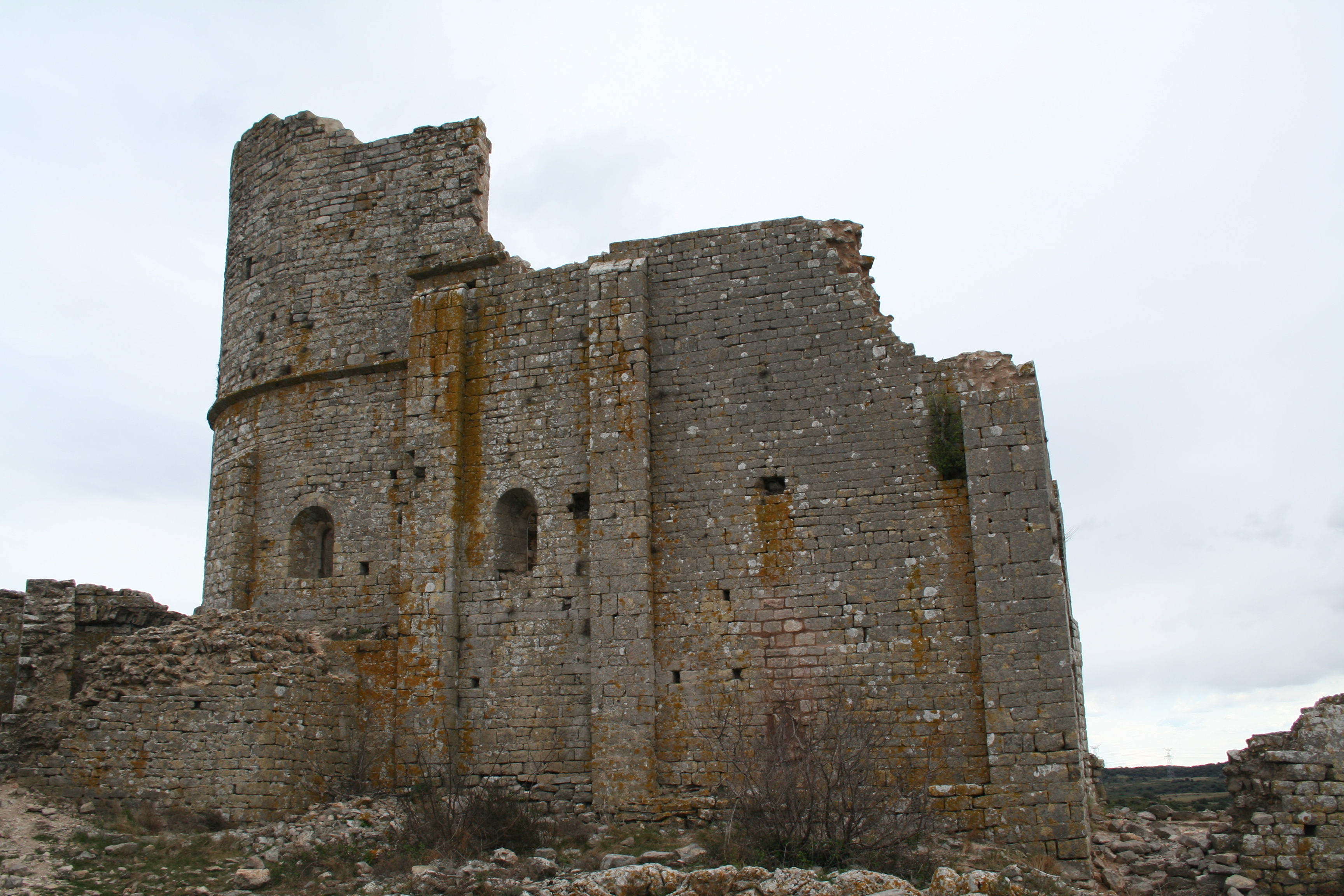
Château
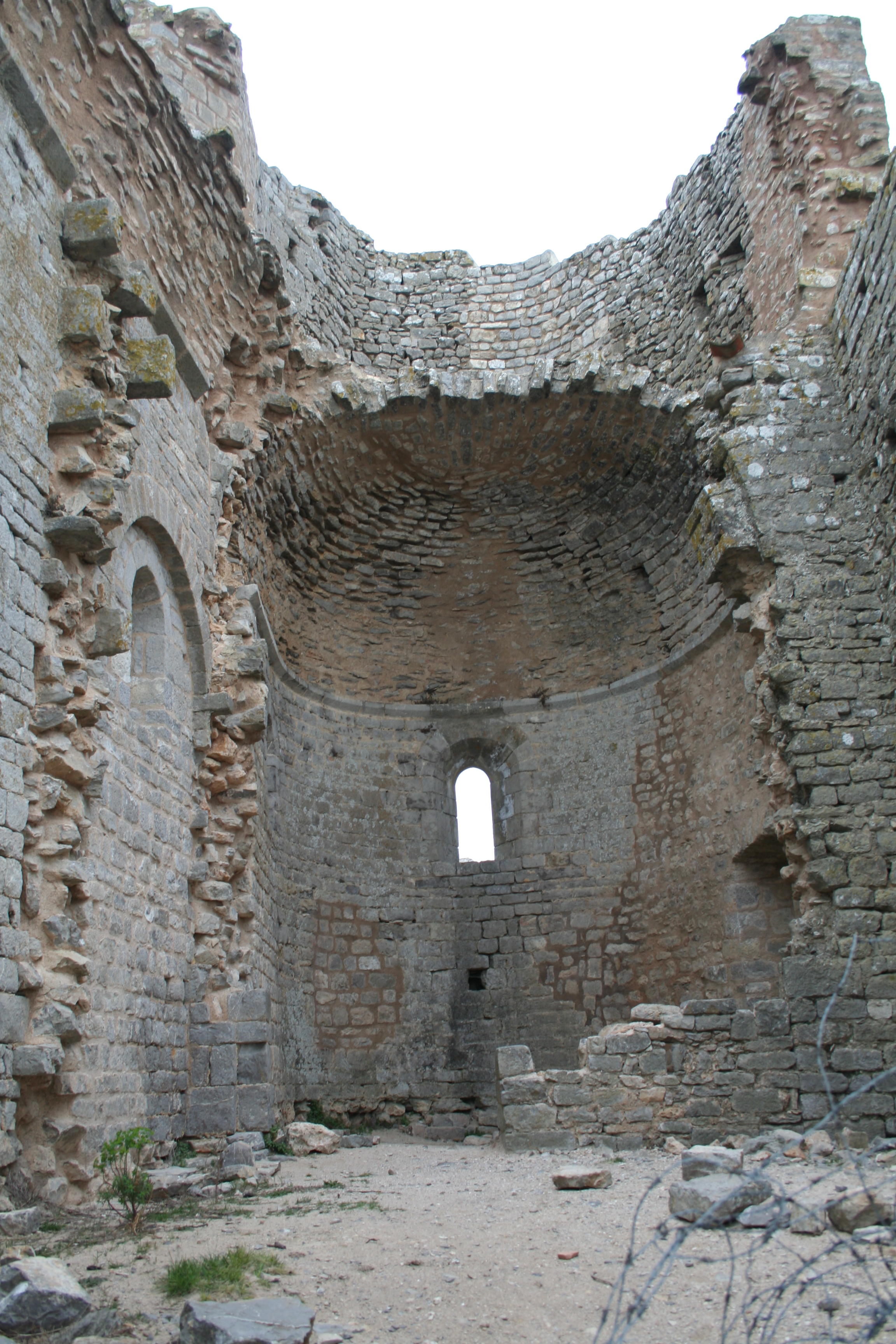
Intérieur.
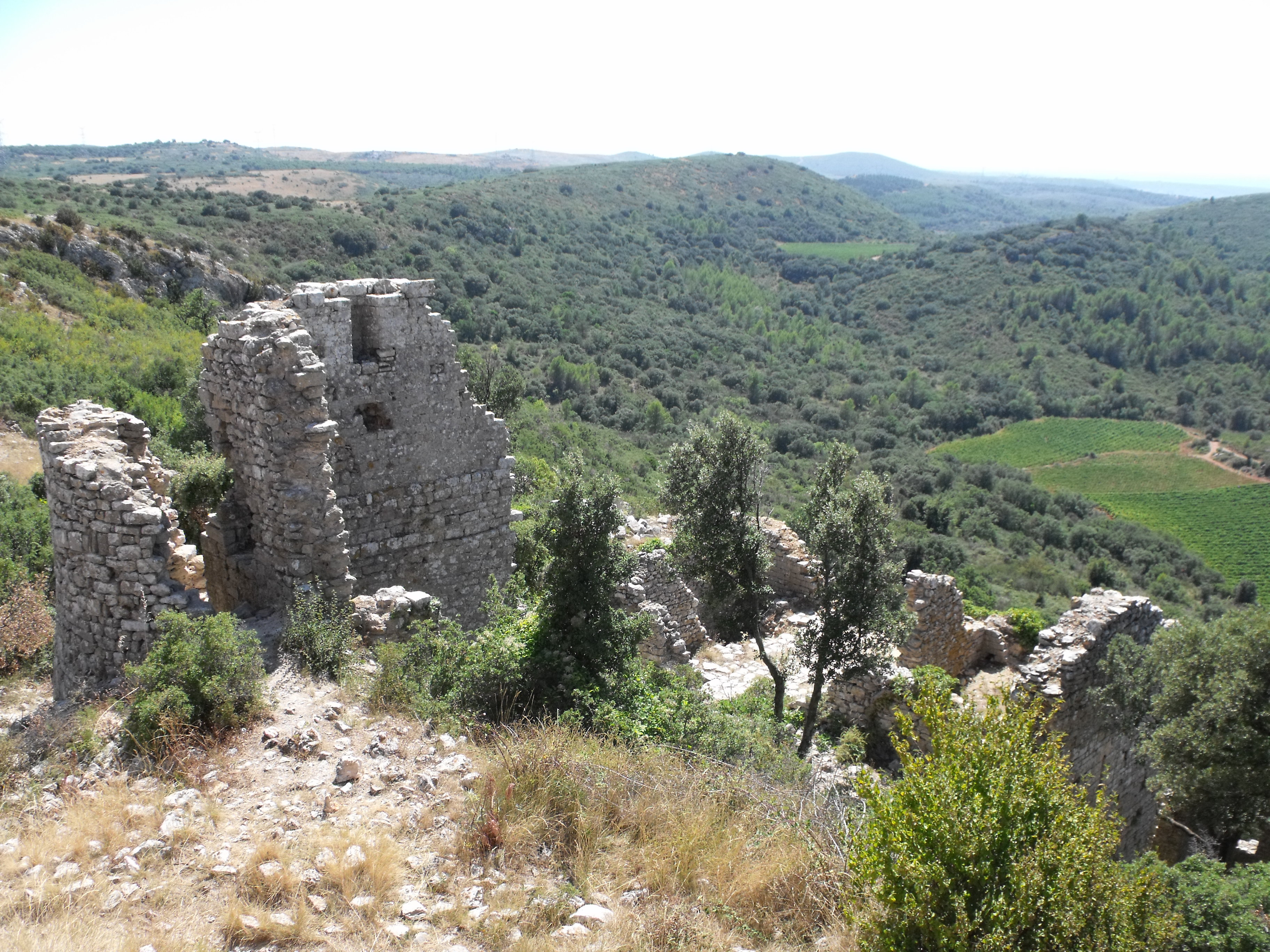
Vue du dessus
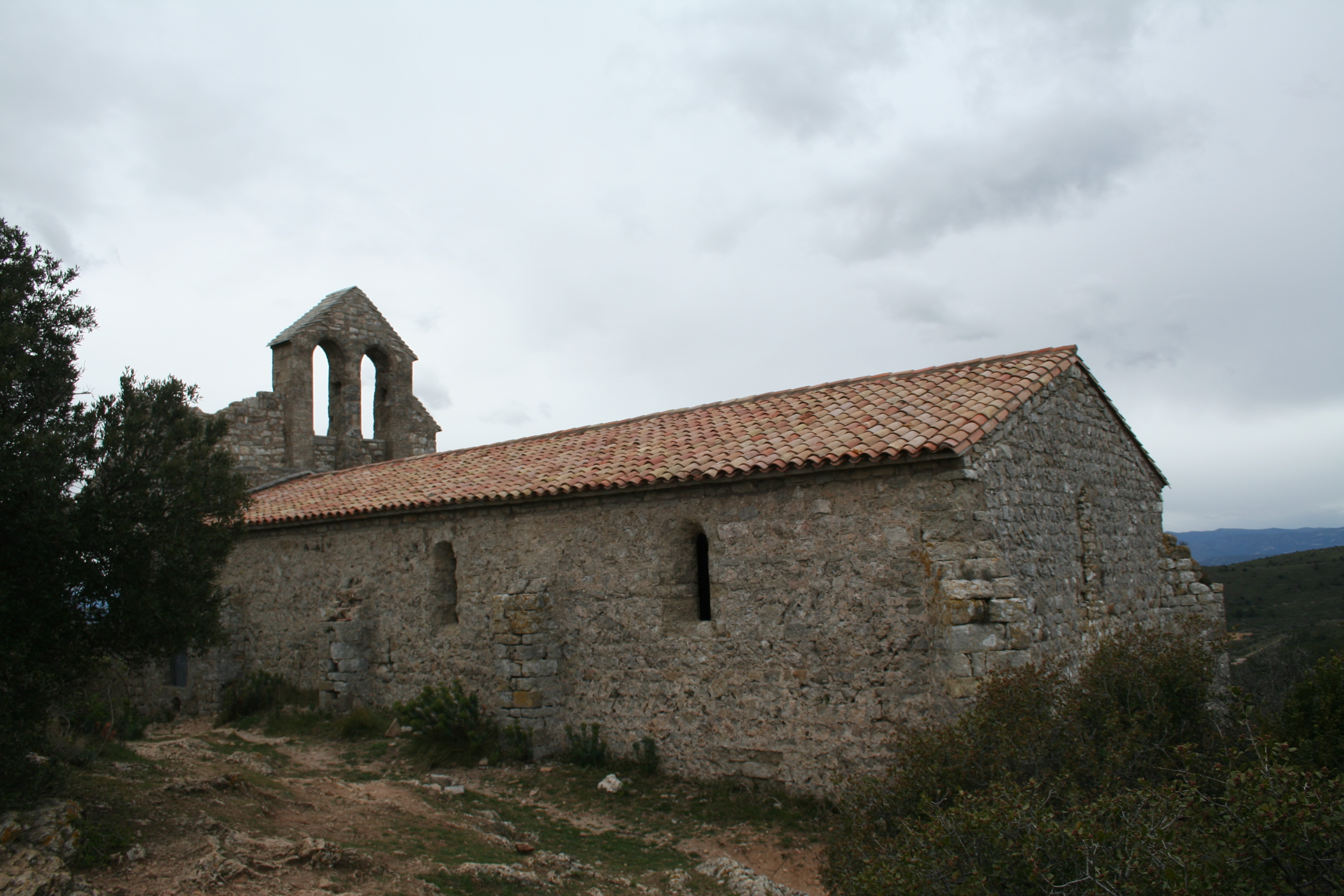
Chapelle castrale.